# 山本徳三郎
山本 徳三郎（やまもと とくさぶろう、1886年 - 1945年）は砂防・植林技師。父は山本庄司。メダカの研究で知られ、名古屋大学教授も務めた山本時男は甥（兄時宜の子）。

## 経歴
- 1886年 - 秋田県山本郡飛根村富根に生まれる。
- 1909年 - 東京帝国大学農科大学林学実科（実科は1935年に東京高等農林学校として独立、新制東京農工大学農学部の前身）を卒業。
- 1910年 - 兵役（砲兵少尉）。
- 1911年 - 岡山県内務部勧業課に勤める。
- 1915年 - 論文(1)「山腹砂防地における水平曲線の測定に就て」(2)「水源涵養保安林設置に於ける注意要件に就て」(3)「森林間接の新影響」(4)「熊沢蕃山と近世の林学」